# (1530) Rantaseppä
(1530) Rantaseppä – planetoida z pasa głównego asteroid okrążająca Słońce w ciągu 3 lat i 137 dni w średniej odległości 2,25 au. Została odkryta 16 września 1938 roku w Obserwatorium Iso-Heikkilä w Turku przez Yrjö Väisälä. Nazwa planetoidy pochodzi od Hilkki Rantaseppä-Helenius (1925–1975), fińskiej astronomki. Przed nadaniem nazwy planetoida nosiła oznaczenie tymczasowe (1530) 1938 SG.